# Thomas-Morse Aircraft
La Thomas-Morse Aircarft Corporation fue un constructor aeronáutico estadounidense, hasta que fue adquirido por la Consolidated Aircraft Corporation en 1929.

## Historia
Fundada en 1910 por los expatriados británicos William T. Thomas y su hermano Oliver W. Thomas como Thomas Brothers Company en Hammondsport, Nueva York, la compañía se trasladó a Hornell, Nueva York, y de nuevo a Bath, Nueva York, el mismo año. En el Livingston County Picnic de 1912, estaba previsto que el Thomas Brothers Hydro-aeroplane volara como el primer hidroavión en el condado, pero más tarde se informó que los fuertes vientos lo impidieron. Durante 1913, la compañía operó la filial Thomas Brothers School of Aviation en el Lago Conesus, McPherson Point, en Livingston County, estado de Nueva York (tomando ejemplo de Glenn Curtiss, que hizo lo mismo en el Lago Keuka). En 1913, el nombre pasó a ser Thomas Brothers Aeroplane Company y se basó en Ithaca, Nueva York. El 7 de diciembre de 1914, la compañía se mudó a Ithaca.
En 1915, Thomas Brothers construyó biplanos tractores T-2 (diseñados por Benjamin D. Thomas, sin relación con los hermanos, pero también británico, anteriormente en Vickers, Sopwith y Curtiss, y más tarde diseñador jefe de la compañía) para el Real Servicio Aéreo Naval y (equipados con flotadores en lugar de ruedas) para la Armada de los Estados Unidos como SH-4. Recibieron una orden de producción de 24 T-2 de los británicos, para usarlos en la guerra europea. Debido a que los motores Curtiss OX no estaban disponibles, fundaron una subsidiaria de motores, la Thomas Aeromotor Company, que tensaría sus finanzas. En 1916, la compañía ganó un contrato del Cuerpo de Transmisiones del Ejército de los Estados Unidos para construir dos aviones para evaluación, el modelo D-5.
En enero de 1917, dificultades financieras provocaron que la compañía se fusionara con la Morse Chain Company (liderada por Frank L. Morse), que estaba respaldada financieramente por H. T. Westinghouse, convirtiéndose en la Thomas-Morse Aircraft Corporation, todavía basada en Ithaca. Más tarde, la compañía intentó vender biplanos de entrenamiento al Ejército estadounidense, y tuvo éxito con el entrenador S-4 (que incluía un puñado de hidroaviones sobre flotadores S-5 y un único S-4E) y la serie de cazas MB. El último diseño de la compañía fue el biplano de observación O-19. En 1929, la compañía fue adquirida por la Consolidated Aircraft Corporation, convirtiéndose en la Thomas-Morse Division, y cerrando en 1934.

## Aeronaves

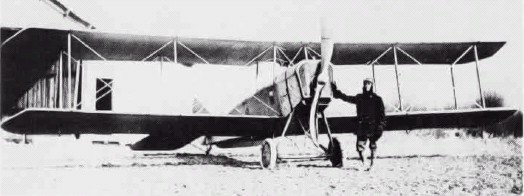
D-2.

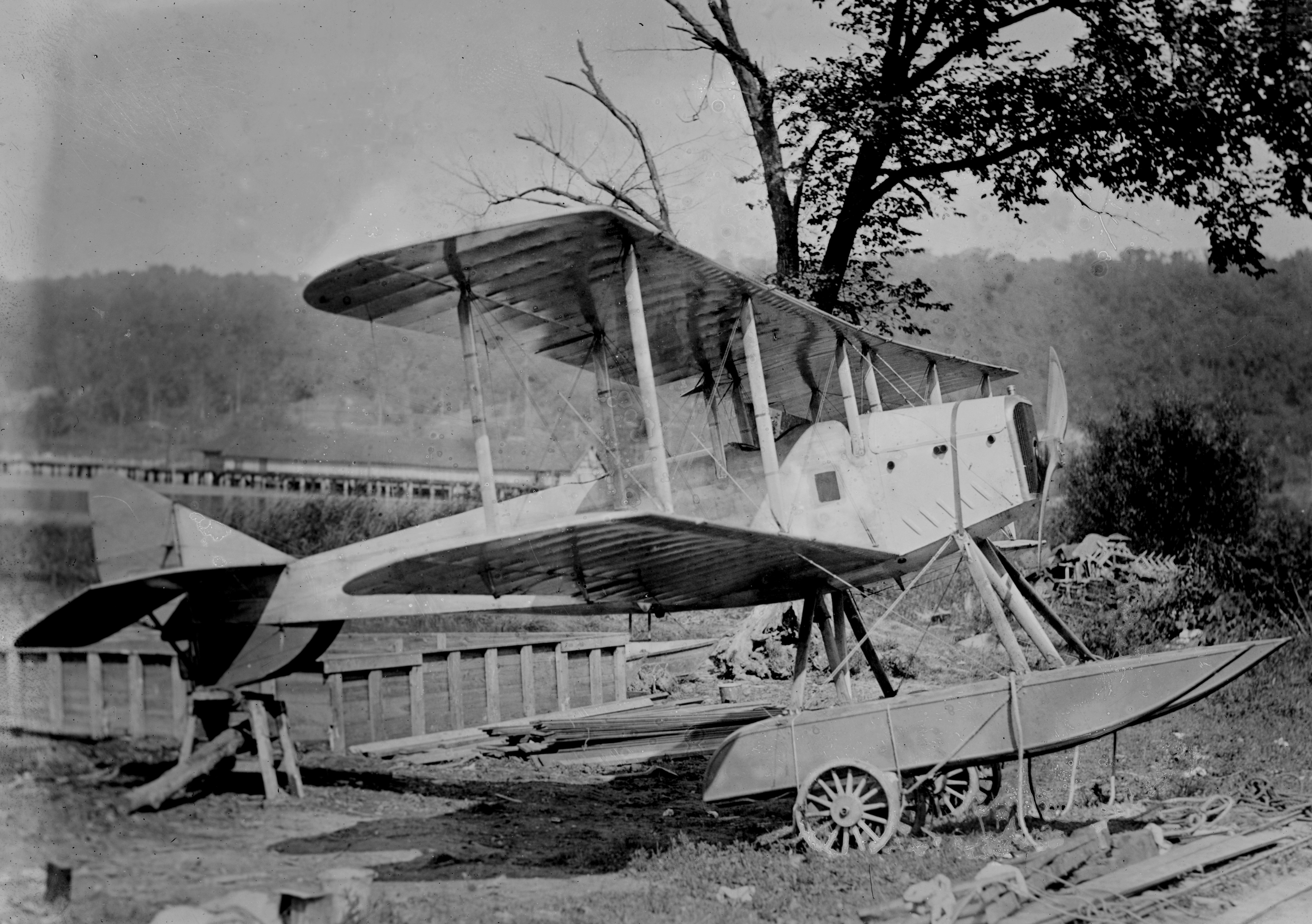
HS.

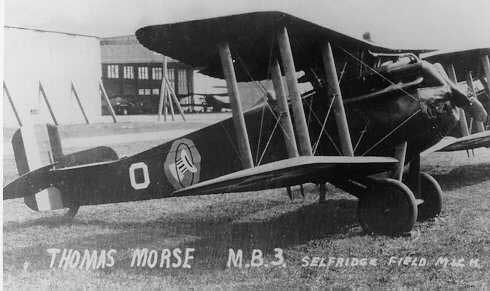
MB-3.

| Modelo                   | Primer vuelo | Construidos | Tipo                                        |
| ------------------------ | ------------ | ----------- | ------------------------------------------- |
| Thomas Brothers D-2      |              |             |                                             |
| Thomas Brothers D-5      |              |             |                                             |
| Thomas Brothers HS       |              |             |                                             |
| Thomas Brothers T-2      | 1914         | 25          | Biplano monomotor                           |
| Thomas-Morse S-4         | 1917         | 583         | Entrenador avanzado biplano monomotor       |
| Thomas Brothers SH-4     |              | 15          | Versión de flotadores del T-2               |
| Thomas-Morse MB-1        | 1918         | 1           | Caza monoplano monomotor                    |
| Thomas-Morse MB-2        | 1918         | 2           | Caza biplano monomotor                      |
| Thomas-Morse MB-3        | 1919         | 265         | Caza biplano monomotor                      |
| Thomas-Morse MB-4        | 1920         | 2+          | Avión de correos biplano bimotor            |
| Thomas-Morse MB-6        | 1921         | 3           | Avión de carreras biplano monomotor         |
| Thomas-Morse MB-7        | 1921         | 2           | Avión de carreras monoplano monomotor       |
| Thomas-Morse MB-9        | 1922         | 1           | Caza monoplano monomotor                    |
| Thomas-Morse MB-10       | 1921         | 1           | Entrenador monoplano monomotor              |
| Thomas-Morse R-5         | 1922         | 2           | Avión de carreras monoplano monomotor       |
| Thomas-Morse TM-24       | 1925         | 1           | Avión de observación biplano monomotor      |
| Thomas-Morse O-6         |              | 5-6         | Versión totalmente metálica del Douglas O-2 |
| Thomas-Morse O-19        | 1929         | 176         | Avión de observación biplano monomotor      |
| Thomas-Morse XP-13 Viper | 1929         | 1           | Caza biplano monomotor                      |